# ランズバンキ銀行
ランズバンキ銀行(Landsbankinn)はアイスランド第二位の銀行。

## 略歴・概要
1885年にアイスランドの国会により同国の産業育成を推進するためレイキャビクにて創立され、1886年7月1日に業務を開始した。1927年からアイスランド最大の銀行として通貨発行権ならびに通貨政策の権限を得たが、アイスランドの国会にあたるアルシングの1961年の決議により通貨発行部門はアイスランド中央銀行へと独立した。1986年の金融自由化以降業容を拡大し、1998年から2003年にかけて民営化されてその活動範囲をアイスランド国外に広げ、イギリスなどヨーロッパ各国での預金業務も積極的に行なっていた。しかし国際的な金融危機により、2008年10月7日、事実上経営破綻に陥り国有化された。
アイスランド政府は、国有化と同時に同行系列のネット銀行アイスセーブの口座を凍結。アイスセーブには30万人の英国民が40億ポンドが預金されていた。英国のゴードン・ブラウン首相は「アイスランド政府はアイスランド国民だけでなく、英国までも裏切った」と発言し、2008年10月8日、英国民の預金保護を目的として反テロ法を引き合いに出し、ランズバンキ銀行を含む英国内のアイスランド系銀行全ての資産を凍結した。金融危機後アイスランドはロシアに資金提供を求め急接近しており、英国の迅速な対応は、ロシアを嫌悪するイギリスの政治的な思惑もあるとされる。
アイスランド政府に英国民の預金保証能力が無いことは明らかであったが、ゲイル・ホルデ首相は「英国が我々をテロリスト扱いすることは不愉快だ」と激怒した。一方、アイスランド出身の歌手ビョークはアイスセーブの封鎖について「これじゃテロリスト扱いされても仕方ないわ。」と発言した。しかし、世界金融危機の主な要因はサブプライム住宅ローン危機である。その後、ロイヤルバンク・オブ・スコットランドなどの英米圏金融機関が次々と危機を惹起した行為について起訴され、裁判所がその違法性を認めた。2014年、元最高責任者のSigurjon Arnasonに懲役1年の実刑判決が下った。法律には触れていないが、経済崩壊させた責任を取らせろという感情論で逮捕され、実刑が下された。